# Герб Малопургинского района
Герб Малопургинского района — официальный символ муниципального образования «муниципальный округ Малопургинский район» Удмуртской республики. Впервые принят в 2000 году, заново утверждён с изменением описания в 2002 году, внесён в Государственный геральдический регистр РФ под № 827.

## Описание и символика
Описание герба:
В пересечённом червлёном и чёрном поле золотая фигура в виде свободного и сверху гаммированного в стороны косого креста, внизу соединённого со свободным опрокинутым стропилом, а сверху сопровождённого ромбом (квадратом); все части фигуры вписаны в ромб (квадрат); в правом верхнем углу щита — червлёный, тонко окаймлённый серебром вырубной крест.
В правом верхнем углу «вырубной» крест тонким серебряным контуром, который показывает принадлежность административного района к субъекту Федерации — Удмуртской Республике. В центре герба находится элемент традиционного украшения женских головных уборов южных удмурток — сюлык, который рассматривался как символ божества плодородия, а также служил знаком родовой талии, знака (пуса), исторически считавшегося покровителем (оберегом) жителей Малопургинского района. Цветографическое решение герба включает сочетание трёх основных цветов: чёрного, белого и красного. Чёрный цвет является символом земли и стабильности, красный — цветом солнца и символом жизни, белый — символом космоса и чистоты нравственных устоев. Золотой — духовное богатство народа.
Авторы — Н.М.Тарасов и И.И.Капитонов.

## История
Cуществовало Решение районного Совета депутатов №20.2-246 от 26 декабря 2000 года, которым утверждено положение о гербе (утратило силу в 2002 г.). Используемый в настоящее время герб отличается от герба 2000 года описанием. Современный герб утверждён решением Малопургинского районного Совета депутатов от 18 января 2002 года № 29.3-369 (с изменениями решениями районного Совета депутатов от 30.10.2003г. № 10-12-149 и от 25.03.2010г. № 23-11-306). 